# Eudarcia microptera
Eudarcia microptera är en fjärilsart som beskrevs av Dominguez. Eudarcia microptera ingår i släktet Eudarcia och familjen äkta malar.
Artens utbredningsområde är Spanien. Inga underarter finns listade i Catalogue of Life.